# Destrega
Destrega  (デストレーガ, desutoreーga) est un jeu vidéo de combat développé par Dual et édité par Koei, sorti en 1998 sur PlayStation.

## Scénario
Il y a 1000 ans, le petit pays de Zamuel a vu apparaître des Strega, des êtres aux pouvoirs surnaturels. Ces êtres ont transformé le pays pauvres qu'était Zamuel en une riche nation prospère. Des Jeno ont été donnés aux humains, afin que ces derniers puissent acquérir les pouvoirs des Strega. La cupidité et l'arrogance des humains a cependant fait sombrer le pays dans la désolation, et ce malgré la conquête de territoires voisins. Les Strega décident alors de sceller les Jeno.
Après un millénaire à tenter de retrouver sa gloire d'antan, les humains réussissent finalement à retrouver des Jeno (désormais appelé reliques). Des tensions éclatent un peu partout dans le continent, provoquant la mort de nombreuses personnes. Les descendants des Strega ont tenté d'empêcher la restauration des reliques, ce qui leur attira les foudres de l'empereur qui leur déclara la guerre. Nombreux sont les Strega ayant péri durant cette guerre. Un des subalternes de l'empereur, Lord Zauber prend le pouvoir et instaure un régime de terreur, n'hésitant pas à supprimer tout opposant. Il craint cependant les Strega, qui risquent de sceller à nouveau les Jeno. pour empêcher cela, il mettra tout en œuvre pour traquer les quelques survivants.

## Système de jeu
Les combats se déroulent dans des arènes en trois dimensions dans lesquelles s'affrontent deux joueurs. Le but est de réduire à zéro la barre de vie de l'adversaire. Au corps à corps, le joueur peut courir et bloquer les attaques avec les gâchettes de la manette, et sauter, faire une attaque légère, lourde ou glissée avec les boutons. Une fois à distance de l'adversaire, le joueur peut lancer des attaques magiques: Bidu, Est et Foh, respectivement attaques rapides, fortes et à longue portée. Il est possible de combiner ces attaques magiques, de les charger et de leur donner un effet.
Chaque joueur dispose d'une jauge de charge indiquant les attaques à utiliser. Lorsqu'elle est rouge, le joueur peut uniquement utiliser ses attaques au corps, lorsqu'elle est jaune, le joueur peut utiliser les attaques magiques au niveau 1, lorsqu'elle est verte, les attaques magiques sont au niveau 2, et lorsqu'elle est bleue, les attaques magiques de niveau 3 et 4 sont disponibles.
Plusieurs modes de jeu sont disponibles: Combat contre l'ordinateur et contre un autre joueur, mode histoire, combat en équipe, contre-la-montre (ou il faut battre un adversaire en un minimum de temps) et endurance (ou il faut battre le maximum d'ennemis avec une seule barre de vie).